# ケレブ・マンツ
ケレブ・マンツ（Caleb Muntz、1999年10月30日-）は、フィジー代表資格を持つラグビーユニオン選手。スーパーラグビー・パシフィックのフィジアン・ドゥルアに所属している。

## 経歴
ニュージーランドのハントリー生まれ。母親がマオリ人で、父方の母親がフィジー人のため、フィジー代表の資格を得た。
4歳の時にニュージーランドのハミルトン近郊でラグビーを始め、その後ハミルトン・ボーイズ・ハイスクール（Hamilton Boys' High School）の代表となった。
2018年と2019年に、U20フィジー代表となる。
2019年11月16日、バーバリアンズ戦にフィジー・ウォリアーズで出場した。
2019年、オーストラリアのナショナルラグビーチャンピオンシップ（National Rugby Championship）に、フィジアン・ドゥルアで出場。
2022年、スーパーラグビー・パシフィックにフィジアン・ドゥルアで出場。
2023年7月22日、フィジーのラウトカで行われたトンガ戦でフィジー代表デビューを果たし、 9得点（ペナルティ1、コンバージョン3）を記録した。
2023年8月8日、ワールドカップ2023の出場メンバー33名に選出。 8月26日にトゥイッケナムで行われたイングランド戦にスタンドオフで先発出場し、15得点（ペナルティ3、コンバージョン3）を記録した。